# Mavericks (locatie)

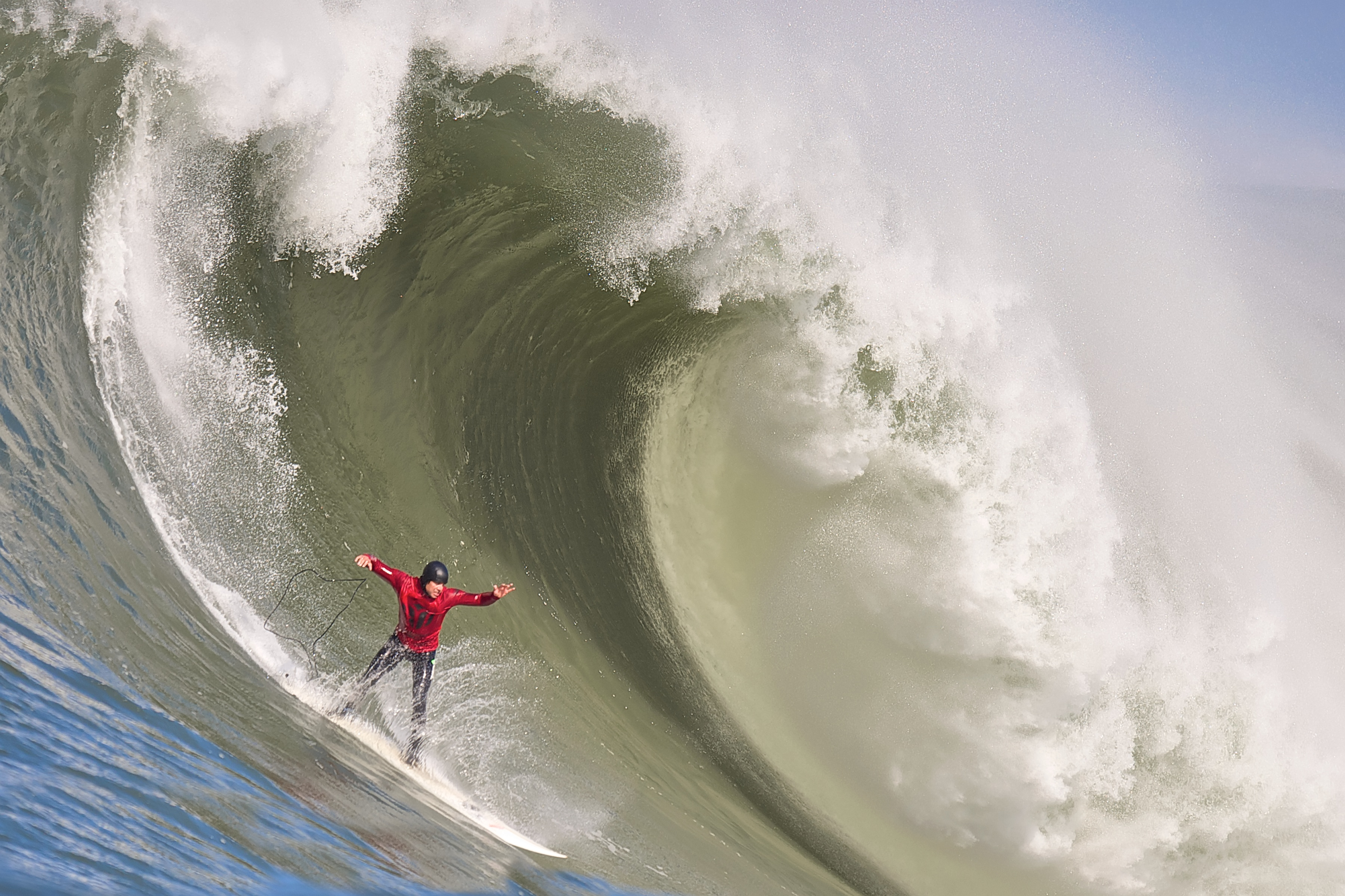
Big wave surfing bij Maverick's

Maverick's of Mavericks is de naam van een surflocatie aan de Amerikaanse westkust.
Maverick's ligt ongeveer tien kilometer ten zuiden van San Francisco in San Mateo County, Californië.
Vanwege de bijzondere vorm van de zeebodem, breken de golven op deze plaats bijzonder hoog. Maverick's geldt daarom als een zogenaamde big wave surfing spot.
Dit is niet zonder risico's. Op 23 december 1994 verdronk surfer Mark Foo in een vijf meter hoge golf bij Maverick's. In 2010 raakten een aantal toeschouwers gewond toen ze tijdens een surfwedstrijd door een golf werden meegesleurd. Op 18 maart 2011 ging het weer mis toen surfer Sion Milosky verdronk.

## Naamgeving
Begin maart 1961 gingen drie Amerikaanse surfers, Alex Matienzo, Jim Thompson, en Dick Knottmeyer hier surfen. Matienzo had de Zwitserse witte herder van zijn kamergenoot bij zich, die Maverick heette. De surfers besloten de locatie naar deze hond te noemen.
In 2013 werd de OS X 10.9-versie van het OS X-besturingssysteem door Apple Mavericks gedoopt, naar de surflocatie.